# Páez (Cauca)
Páez è un comune della Colombia facente parte del dipartimento di Cauca.
Il centro abitato principale è Belalcázar, mentre l'istituzione del comune è del 13 dicembre 1907.